# Ein Fall für zwei: Strich durch die Rechnung
Strich durch die Rechnung ist der Titel der 19. Episode der Krimiserie Ein Fall für zwei mit Günter Strack und Claus Theo Gärtner in den Hauptrollen.

## Handlung
Dr. Dieter Renz trifft im Hotel Nassauer Hof in Wiesbaden den französischen Unternehmer Claude Beaufort, um für ihn eine Konferenz zu leiten. Währenddessen wird dieser telefonisch darüber informiert, dass seine Frau Agnes entführt worden sei. In seinem Hotelzimmer findet er einen handschriftlichen Brief von ihr vor, in der sie ihre Bedrohungslage schildert sowie die von den angeblichen Entführern geforderte Lösegeldsumme nennt. Dr. Renz soll die Polizei informieren und empfiehlt seinerseits, Josef Matula hinzuzuziehen.
Beaufort reist nach Paris, um das Lösegeld dort abzuholen. Matula verfolgt ihn unauffällig und stellt fest, dass ihm jemand folgt. Dr. Renz wartet unterdessen in Beauforts Hotelzimmer und nimmt am Abend einen Anruf von Agnes entgegen. Eine installierte Fangschaltung ergibt, dass das Gespräch aus einer Telefonzelle in Bodenrod geführt worden war.
Als Beaufort aus Frankreich zurückkehrt, äußert er sich gegenüber Dr. Renz empört darüber, dass die deutsche Polizei bereits Kontakt mit der französischen aufgenommen habe. Er wird telefonisch zum Flugplatz Egelsbach gelotst, von wo aus er am Folgetag mit einem Sportflugzeug in Richtung Weilburg fliegen solle, um das Geld unterwegs abzuwerfen. Die Polizei hat dies über die Fangschaltung mit angehört und ist nur unter Protest damit einverstanden, dass auf Wunsch von Beaufort lediglich Matula den Flug begleitet. Das Geld wird über einer Wiese abgeworfen.
Als selbst zehn Stunden nach dem Abwurf noch keine Meldung über den Verbleib der Geisel eingegangen ist, fordert Beaufort die Polizei auf, noch bis zum darauffolgenden Morgen mit einem Einschreiten zu warten. Nachts sucht er Matula auf und gesteht diesem, dass er und seine Frau die Entführung fingiert haben, um ungestraft Schwarzgeld von Frankreich nach Deutschland transferieren zu können. Da sich Agnes jedoch nach wie vor nicht gemeldet habe, befürchtet er, dass etwas schiefgelaufen sein muss. Matula sucht die Pension auf, in der sie sich versteckt halten sollte. Sie sei allerdings laut den Angaben der Eigentümer inzwischen abgereist. An der in der Nähe befindlichen Abwurfstelle des Lösegeldes stellt Matula Reifenspuren fest, die er dem Fahrzeug des Gastwirts der Pension zuordnet. Anhand von Pflanzenresten im Reifenprofil, die in einem Labor untersucht werden, wird ein Tümpel in der Nähe ausfindig gemacht. Darin wird ein versenktes Auto entdeckt, in welchem die Leiche von Agnes Beaufort aufgefunden wird. Sie war von dem finanziell angeschlagenen Gastwirt ermordet worden, nachdem dieser das Lösegeld an sich genommen hatte.

## Hintergrund

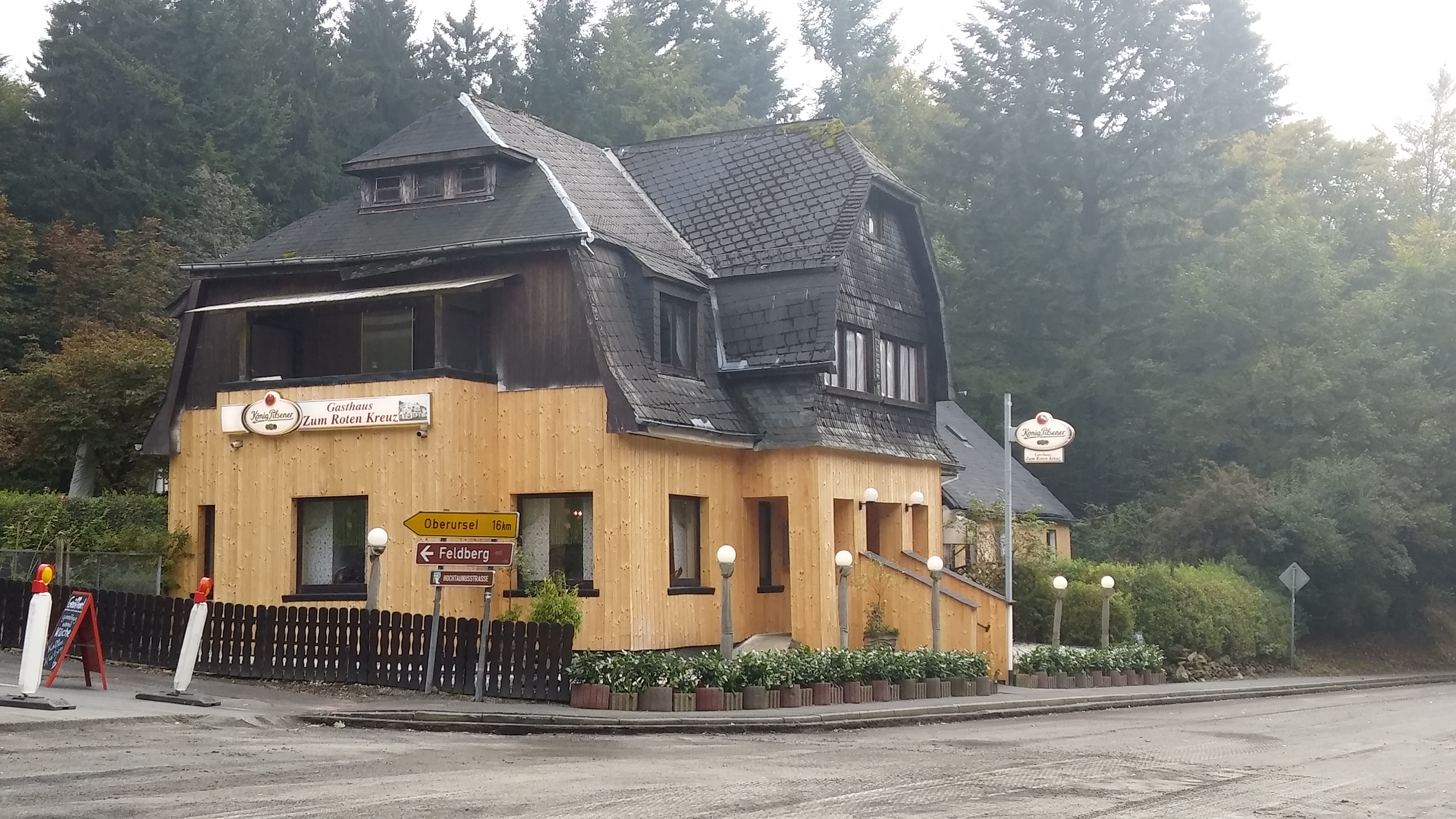
Gasthaus Zum roten Kreuz, aufgenommen aus identischer Perspektive wie in der Episode

Die Episode wurde überwiegend im Rhein-Main-Gebiet gedreht. Die Kulisse der Kanzlei von Dr. Renz befand sich im Hotel InterContinental Frankfurt.
Die Eröffnungsszene wurde in Wiesbaden an der Einmündung der Christian-Zais-Straße in die Wilhelmstraße sowie vor dem Hotel Nassauer Hof gedreht. Eine Fahrt durch die Stadt führte unter anderem am Kochbrunnen sowie an dem am Kranzplatz gelegenen Palast-Hotel vorbei.
Bei der Pension, die als Aufenthaltsort Agnes Beauforts diente, handelte es sich um eine Gaststätte am Roten Kreuz.